# Discographie de Keke Palmer
La discographie de Keke Palmer, une auteur-interprète américain de R&B, se compose, en date de 2014, d'un album studio, d'un extended play, de trois mixtapes et de sept singles. En 2005, Palmer signe un contrat avec le label Atlantic Records. Palmer fait paraître son premier album So Uncool le 18 septembre 2007. L'album n'atteint pas le classement Billboard 200, mais atteint malgré tout la 85e place des classements R&B. L'album est précédé du single Keep It Movin'. En 2010, Palmer est signé par le dirigeant d'Interscope Records, Jimmy Iovine, et commence l'enregistrement d'un nouvel album.
En janvier 2011, Palmer fait paraître sa première mixtape Awaken. La mixtape est officiellement parue le 10 janvier 2011, sur les plateformes de téléchargements. Le seul et premier single présenté dans la mixtape d'intitule The One You Call. Un vidéoclip est paru pour ce single. En juillet 2012, Palmer fait paraître son single You Got Me composé aux côtés de Kevin McCall. La vidéo du single est mise en ligne le 10 juillet 2012. Palmer fait paraître son premier album éponyme, Keke Palmer, le 1er octobre 2012. Il inclut ses nouveaux singles You Got Me et Dance Alone, des singles déjà parus. Le 16 mai 2013, elle fait paraître une vidéo d'elle reprenant la chanson d'Alicia Keys, If I Ain't Got You.

## Albums

### Albums studio
| So Uncool                           | - Sortie : 18 septembre 2007 - Format : CD, téléchargement - Label : Atlantic                  | 85 | 26 | 3 | - US : 8 000, |
| Big Boss                            | - Sortie : 12 mai 2023 - Format : streaming, téléchargement - Label : Big Bosses Entertainment | —  | —  | — |               |
| "—" désigne les albums non classés. |                                                                                                |    |    |   |               |

### Album non réalisé
| Titre            | détails                                                                                                   |
| ---------------- | --- |
| Waited To Exhale | - Sortie : 26 juin 2016 - Enregistrement: 2009-2010 - Format: téléchargement gratuit - Label: Indépendent |

### Musiques de film
| Titre                                    | Détails                                                                                    | Classements | Classements | Classements | Classements |
| Titre                                    | Détails                                                                                    | US          | US OST      | US Indie    |             |
| ---------------------------------------- | ------------------------------------------------------------------------------------------ | ----------- | ----------- | ----------- | ----------- |
| Joyful Noise                             | - Sortie: 10 janvier, 2012 - Formats: CD, téléchargement - Label: WaterTower Music, Warner | 12          | 1           | 1           |             |
| Le rêve du chanteur masqué               | - Sortie: 22 mai 2012 - Formats: CD, téléchargement - Label: Nick Records, Columbia        | 56          | 3           | —           |             |
| "—" désigne les chansons n'ont classées. |                                                                                            |             |             |             |             |

## Chansons

### Singles
| It's My Turn Now                                                  | 2007 | 102[A] | 85 | —  | Jump In!                 |
| Footwurkin'                                                       | 2007 | —      | —  | —  | So Uncool                |
| Keep It Movin' (featuring Meech)                                  | 2007 | —      | —  | 30 | So Uncool                |
| The One You Call                                                  | 2010 | —      | —  | —  | Awaken                   |
| The Greatest                                                      | 2011 | —      | —  | —  | Awaken: Reloaded         |
| Walls Come Down                                                   | 2011 | —      | —  | —  | Awaken: Reloaded         |
| You Got Me (avec Kevin McCall)                                    | 2012 | —      | —  | —  | Keke Palmer              |
| Dance Alone                                                       | 2012 | —      | —  | —  | Keke Palmer              |
| Animal                                                            | 2014 | —      | —  | —  | NC                       |
| I Don't Belong to You                                             | 2015 | —      | —  | —  | NC                       |
| Enemiez (en) (featuring Jeremih)                                  | 2016 | —      | —  | —  | NC                       |
| "Wind Up" (featuring Quavo)                                       | 2017 | —      | —  | —  | NC                       |
| "Bossy"                                                           | 2018 | —      | —  | —  | NC                       |
| "Better to Have Loved"                                            | 2018 | —      | —  | —  | NC                       |
| "Virgo Tendencies"                                                | 2020 | —      | —  | —  | NC                       |
| "Got Em Mad" (featuring TK Kravitz)                               | 2020 | —      | —  | —  | NC                       |
| "FYG"                                                             | 2020 | —      | —  | —  | Virgo Tendencies Part 2  |
| "Sticky"                                                          | 2020 | —      | —  | —  | Virgo Tendencies Part 1  |
| "Thick"                                                           | 2020 | —      | —  | —  | Virgo Tendencies Part 1  |
| "Snack"                                                           | 2020 | —      | —  | —  | Virgo Tendencies Part 1  |
| "Dreamcatcher"                                                    | 2020 | —      | —  | —  | Virgo Tendencies Part 1  |
| "Want Me to Be" (avec Mae Seven)                                  | 2020 | —      | —  | —  | NC                       |
| "Hooked"                                                          | 2020 | —      | —  | —  | Virgo Tendencies Part 2  |
| "Bottoms Up 2.0"                                                  | 2022 | —      | —  | —  | NC                       |
| "Standards"                                                       | 2023 | —      | —  | —  | Big Boss                 |
| "Waiting"                                                         | 2023 | —      | —  | —  | Big Boss                 |
| "FR FR"                                                           | 2023 | —      | —  | —  | Big Boss                 |
| "Love Like This"                                                  | 2023 | —      | —  | —  | Big Boss                 |
| "Assets"                                                          | 2023 | —      | —  | —  | Big Boss                 |
| "Serious"                                                         | 2023 | —      | —  | —  | Big Boss                 |
| "Ungorgeous"                                                      | 2023 | —      | —  | —  | Big Boss                 |
| "Little Do You Know (Piano Diaries)" (avec Toby Gad & Aloe Blacc) | 2024 | —      | —  | —  | Piano Diaries - The Hits |
| "S.O.B." (avec DivaGurl)                                          | 2024 | —      | —  | —  | À venir                  |
| "—" désigne les chansons non classées.                            |      |        |    |    |                          |

### Collaborations
| Titre | Années | Album                                       |
| --- | ------ | ------------------------------------------- |
| L.O.V.E. (Let One Voice Emerge) (Fergie featuring Patti Austin, Sheila E., Siedah Garrett, Lalah Hathaway, Judith Hill and Keke Palmer) | 2012   | NC                                          |
| Christmas Cinderella (Les comédiens de la comédie musicale Cinderella (featuring Keke Palmer, Sherri Shepherd, Judy Kaye (en))          | 2015   | Broadway's Carols for a Cure, Vol. 16, 2014 |

### Singles promotionnels
| Titre                               | Années | Album                     |
| ----------------------------------- | ------ | ------------------------- |
| All My Girlz                        | 2006   | Akeelah and the Bee       |
| Tonight (featuring Cham)            | 2006   | La Nuit au musée B.O.     |
| We Are                              | 2012   | L'Âge de glace 4 B.O.     |
| The Other Side (avec Max Schneider) | 2013   | NC                        |
| Work Like You Love Me               | 2013   | NC                        |
| Language Barrier                    | 2014   | NC                        |
| Just Keke                           | 2014   | NC                        |
| No Love                             | 2015   | Brotherly Love Soundtrack |

## Autres chansons
| Higher Medley: I Want to Take You Higher / Yeah! / Forever / Signed, Sealed, Delivered I'm Yours (avec Queen Latifah, Dolly Parton, Jeremy Jordan, Angela Grovey, et DeQuina Moore) | 2012 | —  | 1 | Joyful Noise |
| Man In The Mirror | 2012 | 7  | 2 | Joyful Noise |
| Maybe I'm Amazed (avec Jeremy Jordan) | 2012 | 19 | — | Joyful Noise |
| "—" désigne les chansons non classées. |      |    |   |              |

## Autres apparitions
| Titre                 | Années | Autre(s) artiste(s)               | Album                   |
| --------------------- | ------ | --------------------------------- | ----------------------- |
| Jumpin                | 2007   | NC                                | Jump In!                |
| True to Your Heart    | 2007   | NC                                | Disneymania 5           |
| Home for the Holidays | 2007   | NC                                | Disney Channel Holiday  |
| Reflection            | 2008   | NC                                | DisneyMania 6           |
| Come On, Come On      | 2008   | NC                                | Hello World             |
| Super Jerkin'         | 2009   | NC                                | The Party Album Vol. 58 |
| Missing You           | 2012   | Scooter Smiff                     | First Period            |
| Undefeated            | 2012   | T.I.                              | Trap Motivation         |
| About a Dollar        | 2014   | Mike Davis & Meek Mill            | NC                      |
| Freddy My Love        | 2016   | NC                                | Grease: Live            |
| Summer Nights         | 2016   | avec le casting de Grease: Live ! | Grease: Live            |
| We Go Together        | 2016   | avec le casting de Grease: Live ! | Grease: Live            |

## Clips vidéo
| Titre                        | Années | Directeur                 |
| ---------------------------- | ------ | ------------------------- |
| Keep It Movin'               | 2007   | Inconnue                  |
| The One You Call             | 2010   | Inconnue                  |
| You Got Me                   | 2012   | Inconnue                  |
| Dance Alone                  | 2012   | Inconnue                  |
| Me and You Against the World | 2012   | Inconnue                  |
| The Other Side               | 2013   | Kurt Schneider            |
| Animal                       | 2014   | Brett Simmons             |
| I Don't Belong to You        | 2015   | Mia Swier & Jim Swaffield |
| Enemiez                      | 2016   | Carly Cussen              |
| Yellow Lights                | 2016   | Rosero McCoy              |
| Many Things                  | 2016   | Lawrence Murray           |
| "Yellow Lights"              | 2016   | Rosero McCoy              |
| "Paradise"                   | 2016   | Flashy                    |
| "Hands Free"                 | 2016   | Rosero McCoy,             |
| "Pressure"                   | 2016   | Rosero McCoy,             |
| "Jealous"                    | 2016   | Rosero McCoy,             |
| "Got Me Fucked Up"           | 2016   | Rosero McCoy,             |
| "Doubtful"                   | 2016   | Rosero McCoy,             |
| "Wind Up"                    | 2017   | Dale Resteghini           |
| "Pregame"                    | 2017   | Rosero McCoy              |
| "Better To Have Loved"       | 2019   | Lawrence S. Murray        |
| "Got Em Mad"                 | 2020   | Derek Blanks              |
| "Sticky (Remix) "            | 2020   | Rosero McCoy              |
| "Thick"                      | 2020   | Rosero McCoy              |
| "Snack"                      | 2020   | Rosero McCoy              |
| "Virgo Tendencies"           | 2020   | Lawrence S. Murray        |
| "Dreamcatcher"               | 2020   | Kyle Sauer                |
| "Actually Vote"              | 2020   | Jake Wilson               |
| "Want Me To Be"              | 2020   | Fernando Toussaint        |
| "Hooked"                     | 2020   | Lawrence S. Murray        |
| "Bottoms Up 2.0"             | 2022   | Lawrence S. Murray        |

Autres apparitions
| Titre             | Année | Réalisateur   | Notes                                             |
| ----------------- | ----- | ------------- | ------------------------------------------------- |
| "Runaway Love"    | 2007  | Jessy Terrero | vidéoclip de Ludacris                             |
| "Drop That Kitty" | 2015  | Shomi Patwary | vidéoclip de Ty Dolla Sign, Charli XCX et Tinashe |
| "The Most"        | 2016  | J.A.T.H.A.N.  | vidéoclip de Rich Homie Quan                      |